# 香西志帆
香西 志帆（こうざい しほ、1976年7月29日 - ）は、日本の映画監督、映像作家、脚本家。

## 来歴
香川県高松市出身。小学生3年生頃に自作の小説を書き始める。中学時代は漫画制作に手を染め、14歳の時に『りぼん』に作品が掲載された。
大学時代はジャーナリスト（新聞記者・アナウンサー）志望だったが、いずれも採用に至らなかった。地元の百十四銀行に就職する。就職は、リクルーターから社内報があると言われたことが理由だった。
銀行で広報を担当し、全国社内報コンクールで金賞を受賞するなどしたが、29歳の時に「今から目指せる夢」として脚本家になることを着想する。
その後、映画作家（脚本と監督を担当することが多い）として数多くの作品を制作。また、コンサルタントとして地域創世に尽力。多くの映像作品制作だけでなく、商品のプロデュース、コンサルタントを担当する。
2006年より本格的に脚本を学びはじめる。2008年、ショートムービー『UDON 禁止令』で初監督。その後、瀬戸内国際芸術祭オープニングムービーなど地元を中心とした映像作品を制作。
2012年、ことでん（高松琴平電気鉄道）路線開通百周年記念映画『猫と電車』で長編作品で脚本、監督を務める。
2014年、さぬき市の津田の松原を主な舞台とする長編映画第2作目『恋とオンチの方程式』を制作。本作品で初めて本格的にプロのスタッフと作品制作を行う（映画監督の本広克行が総合プロデュース）。
2015年、うどん県プロモーション映像『ウドン・オブ・ミュージック』を制作（その後、NHKの音楽番組でミュージカル化）。同年を高松市文化奨励賞（新人部門）を受賞。
同年9月に国際協力機構(JICA)の「青年海外協力隊等事業理解促進調査団」の一員としてボリビアを訪問、高山病にかかる中で隊員を撮影した。
帰国後にそのフィルムでドキュメンタリー映画『世界の反対側の日本人をたずねて』を制作し、2016年2月のさぬき映画祭で上映された。
2016年、フランスのジャパンエキスポで盆栽のプロモーションフィルム「盆栽たいそう」が公開される。
2017年　アメリカのハリウッドドリームズ映画祭およびAOF国際映画祭に「盆栽たいそう」と『しまこと小豆島』が出品される。『盆栽たいそう』はハリウッドドリームズ映画祭の「最優秀ミュージックビデオ」部門（2つあるうちの1つ）で準優勝、『しまこと小豆島』はAOF国際映画祭の最優秀外国語作品賞部門で準優勝をそれぞれ獲得した。
2015年時点の報道では百十四銀行の勤務を継続しており、映画制作は週末や有給休暇を使い、副業禁止のため映画の仕事は基本的に無給と紹介されている。
2015年のインタビューでは「脚本家になって（銀行を）辞める」つもりで始めたが、辞職を申し出るたびに引き留められたと話し、2020年11月時点でも在籍している。
2020年4月より、百十四銀行も出資して同月に設立された「Shikokuブランド株式会社」へ「ブランディング担当ディレクター」として出向。2022年時点ではMBA取得を目指して神戸大学大学院にも在学している。
2022年、徳島県神山町の「神山しいたけ」のPR動画を「盆栽たいそう」のスタッフを再結集し制作した。
2022年7月、一般社団法人シェアリングエコノミー協会四国支部長に就任。

## フィルモグラフィー
- 『優しくやってきた悪魔』（2006年、脚本）※初めて脚本が映像作品になる[18]
- 『UDON禁止令』（2008年、脚本・撮影・編集）[19]
- 『振り込め詐欺にダマされるな！』（2008年、脚本・監督・撮影・編集）※香川県警察振り込め詐欺防止啓発動画
- 『シャインストーン』（2009年、撮影・編集）[20]
- 『カインの畑  - 阿部家の絆編 -』（2009年、脚本・監督・撮影・編集）[21]
- 『猫と電車』（2012年、脚本・監督・撮影・編集）※初の劇場公開作品　主演：篠原ともえ
- 『アイドル戦士チャリンコキャンディ』（2012年、脚本・監督・撮影・編集）※香川県警察DVD
- 『万引きにレッドカード』（2013年、脚本・監督・撮影・編集）※香川県警察万引き防止啓発映像
- 『恋とオンチの方程式』（2014年、脚本・監督・編集）　主演：夏菜
- 『満月のパレード』[22]（2015年、脚本・監督・編集）
- 『ウドン・オブ・ミュージック』（2015年）※うどん県プロモーション映像
- 『盆栽たいそう』（2016年）※高松市盆栽PRダンス動画　主演：大里菜桜、ボンクラ
- 『世界の反対側の日本人をたずねて』（2016年）※青年海外協力隊のドキュメンタリー
- 『しまこと小豆島』（2017年、脚本・監督・編集）※日本青年会議所　四国地区　香川ブロック協議会　小豆島PR動画　出演：吉田まどか、長村航希、田中美里
- 『雨の日のハンカチ王子』（2017年、脚本・監督・編集）※さぬき映画祭2017で上映されたSSP「ショートムービー」コンペティションにおける上位10作品（6位）出演：菊原結里亜（菊原結里）[23]
- 『香川大学物語』（2017年、脚本・監督・編集）※香川大学入学時の学生の生活についての注意喚起動画
- 『あなたの大好きな人〜デートDVから守りたい〜』（2017年、脚本・監督・編集）※香川大学の学生向けのDVについて
- 「オリーブ基金」（2017年）※ユニクロブランドプロモーション映像
- 『まんのう町のひまわりちゃん』（2018年、脚本・監督・編集）※まんのう町のひまわりオイルの紹介。ネットドラマ全５話[24]　主演：花咲ひまわり
- 『シアワセの足音』（2018年、脚本・監督・編集）※善通寺ロータリークラブ創立50周年記念事業　善通寺商工会議所　出演：長村航希、岡本真依
- 『みんなでUDしよう！』（2019年、脚本・監督・撮影・編集）
- 「慈眼寺プロモーション映像」（2019年）
- 『坂出クエスト』（2019年、脚本・監督・編集）※坂出市PR映像[25]　主演：吉田まどか
- 『盆栽deボンジュール』（2019年）※高松市盆栽PRムービー[26]　出演：大里菜桜、秋山真太郎、菊原結里亜（菊原結里）、田中要次
- 『ぐるり1200キロ、はじまりの旅』（2019年、脚本・監督・編集）※かがわ文化芸術祭映画制作補助事業　［原作　河野輝夫『結願〜まひるの遍路旅〜』※さぬき映画祭シナリオコンクール　グランプリ］出演：昆 夏美、山中 聡、長村 航希[27]
- 『おいしいたけ劇場』（2022年、監督・編集）※神山しいたけPR映像[28][16]

## 賞歴
- 全国社内報企画コンペティション金賞（百十四銀行社内報） - 2009年
- 高松人間力大賞 - 2015年（部門は下記）[1]
  - 準グランプリ
  - まちづくり賞
- 高松市文化奨励賞新人部門 - 2015年[4]
- ハリウッドドリームズ映画祭（「盆栽たいそう」） - 最優秀ミュージックビデオ（2つあるうちの1つ）準優勝 - 2017年[11]
- AOF国際映画祭（英語版）最優秀外国作品賞準優勝（『しまこと小豆島』）[10] - 2017年
- 知多半島映画祭 準グランプリ（『しまこと小豆島』） - 2017年
- 小津安二郎記念蓼科高原映画祭・短編映画コンクール入賞（『しまこと小豆島』）- 2017年
- 賢島映画祭 グランプリ（『ぐるり1200キロ、はじまりの旅』）-2022年[29]
- とくしま4K＋NEXT～4K・VR徳島映画祭～　大賞（あわ文化振興部門）『神山のおいしいたけ劇場』−2022年[30]